# بخش مرکزی شهرستان کوهرنگ
بخش مرکزی شهرستان کوهرنگ یکی از بخش‌های شهرستان کوهرنگ در استان چهارمحال و بختیاری ایران است.

## تقسیمات کشوری
بخش مرکزی شهرستان کوهرنگ از سه دهستان زیر تشکیل شده است: 
- - دهستان شوراب تنگزی
  - دهستان دشت زرین
  - دهستان میانکوه موگوئی

شهر: چلگرد

## جمعیت
بنابر سرشماری مرکز آمار ایران، جمعیت بخش مرکزی شهرستان کوهرنگ در سال ۱۳۸۵ برابر با ۱۹۸۷۲ نفر بوده است.